# レオナルド・プラーナ
レオナルド・プラーナこと、レオナルド・アーベン・プラーナ（Leonard Arben Pllana、1992年5月15日 - ）は、コソボ・ミトロヴィツァ出身のプロサッカー選手。Kリーグ2・金浦FC所属。ポジションはFW。
Kリーグ時代の登録名はプラーナ（ハングル: 플라나）。

## クラブ経歴

### キャリア初期
6歳の頃に、地元のクラブチームのKFトレプチャでサッカーを始めた。
2014年1月12日、スウェディッシュ・フットボール・ディヴィジョン2のグレベスタッドIFに加入した。

### ダルクルドFF
2015年9月10日、スーペルエッタン・ダルクルドFFに3年契約で加入。

### ノルビーIF
2017年7月15日、スーペルエッタンのノルビーIFに期限付き移籍。

### GAIS
2018年8月7日、スーペルエッタンのGAISと1年契約で加入。

### IKブラゲ
2019年11月27日、IKブラゲと1年契約で移籍した。

### 全南ドラゴンズ
2022年1月25日、Kリーグ2の全南ドラゴンズと2年契約で加入。2022年2月19日、FC安養とのアウェイ戦でスタメンに選ばれ、デビューを果たした。

## 代表
2017年3月21日、UEFA U-21欧州選手権2019予選でU-21コソボ代表に招集され、U-21アイルランド代表戦で、先発メンバーに名を連ねてデビューを果たした。

## 人物
コソボ・アルバニア人の両親の間に生まれ、コソボのミトロヴィツァで育った。弟のブジャル・プラーナもセンターバックとしてプレーするサッカー選手である。